# 佩里斯·贝内加斯
佩里斯·贝内加斯（英語：Perris Benegas，1995年7月22日—），美国女子自行车运动员。2018年，贝内加斯在UCI城市自行车世界锦标赛上获得自由式小轮车金牌。2024年，她又在巴黎奥运会上获得女子自由式小轮车银牌。